# Wyspy Danii
Dania ma 443 wyspy, z tego 76 z jest zamieszkanych. W języku duńskim „wyspa” to jednoliterowe słowo: ø. Największe duńskie wyspy połączone są ze sobą i z kontynentem mostami.

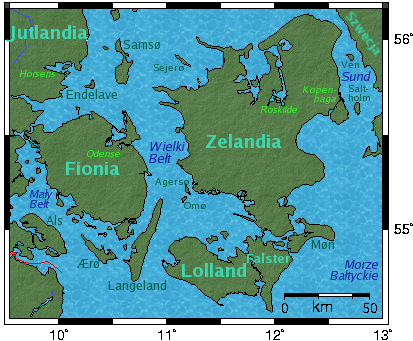
Mapa największych duńskich wysp na Morzu Bałtyckim

## Wyspy zamieszkiwane
- Morze Północne
  - Fanø 55,78 km²; 3345 osób (2017 r.)[1]
  - Rømø 128,86 km²; 584 osoby (2017)
  - w cieśninie Limfjorden:
    - Egholm 6,05 km²; 47 osób (2017 r.)[1]
    - Fur 22,0 km²; 771 osób (2017)
    - Jegindø 7,91 km²; 415 osób (2017)
    - Livø 3,2 km²; 10 osób (2017)
    - Morsø 363,3 km²; 20 637 osób (2017)
    - Venø 6,46 km²; 192 osoby (2017)

- Morze Bałtyckie (w tym: Kattegat)

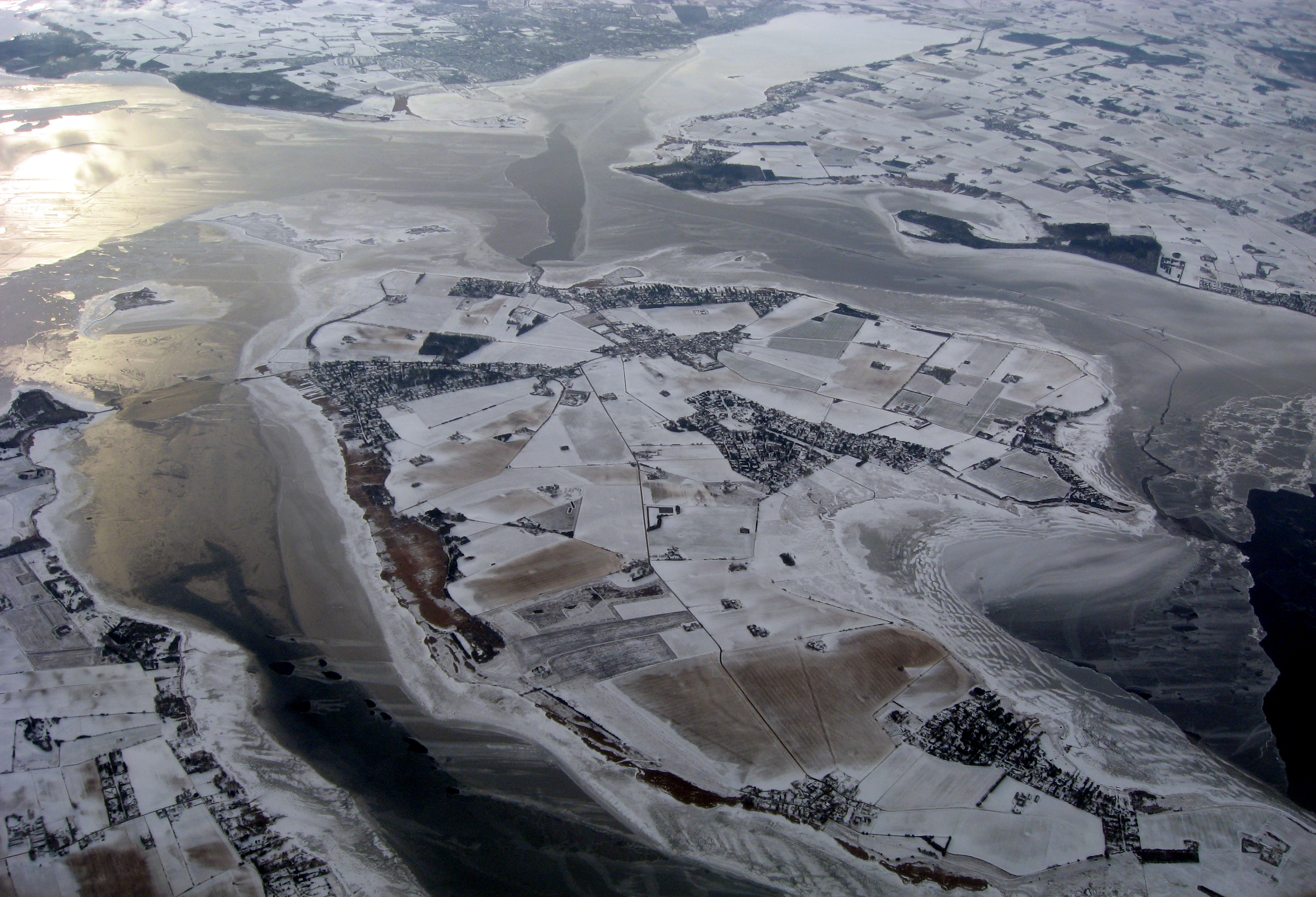
Orø

  - Alrø 8,0 km²; 142 osoby (2017 r.)[1]
  - Als 321,0 km²; 49 976 osób (2017)
  - Amager 96,29 km²; 196 047 osób (2017)
  - Anholt 21,75 km²; 137 osób (2017)
  - Ærø 88,1 km²; 6168 osób (2017)
  - Årø 5,66 km²; 154 osoby (2017)
  - Avernakø 5,9 km²; 114 osób (2017)
  - Bogø 13,07 km²; 1156 osób (2017)
  - Bornholm 588,5 km²; 39 695 osób (2017)
  - Drejø 4,26 km²; 69 osób (2017)
  - Endelave 13,08 km²; 162 osoby (2017)
  - Ertholmene (niewielki archipelag, nazywany czasem od największej wyspy Christiansø) 78 osób
  - Falster 514,0 km²; 42 738 osób (2017)
  - Fejø 16,0 km²; 434 osoby (2017)
  - Femø 11,38 km²; 112 osób (2017)
  - Fionia (Fyn) 2 984,0 km²; 465 241 osób (2017)
  - Glænø 5,6 km²; 44 osoby (2017)
  - Hesselø 0,71 km²; 2 osoby (lata 1965–2004)[1]; niezamieszkana od roku 2005
  - Hjarnø 3,2 km²; 113 osób (2017)
  - Langeland 284,0 km²; 12 384 osoby (2017)
  - Lolland 1 242,86 km²; 60 214 osób (2017)
  - Lyø 6,0 km²; 99 osób (2017)
  - Læsø 114,0 km²; 1793 osoby (2017)
  - Masnedø 1,68 km²; 182 osoby (2017)
  - Møn 237,47 km²; 9385 osób (2017)
  - Orø 14,0 km²; 893 osoby (2017)
  - Saltholm 16,0 km²; 2 osoby (2017)
  - Sejerø 12,5 km²; 340 osób (2017)
  - Strynø 4,88 km²; 179 osób (2017)
  - Tåsinge 70 km²; 6146 osób (2017)
  - Thurø 7,5 km²; 3525 osób (2017)
  - Tunø 3,52 km²; 111 osób (2017)
  - Hven (Ven, od połowy XVII w. należy do Szwecji)
  - Zelandia (Sjælland) 2 287 740 osób[1]

- Wielki Bełt
  - Agersø 6,84 km²; 174 osoby (2017 r.)[1]
  - Omø 4,5 km²; 162 osoby (2017)
  - Samsø 114,26 km²; 3724 osoby (2017)

- Mały Bełt
  - Hjortø 0,9 km²; 6 osób (2017 r.)[1]

- inne wyspy
  - Nørrejyske Ø 295 407 osób (2017 r.)[1]
  - Grenlandia (autonomiczne terytorium zależne Danii)
  - Wyspy Owcze (autonomiczne terytorium zależne Danii)